# Jolene Marie Rotinsulu

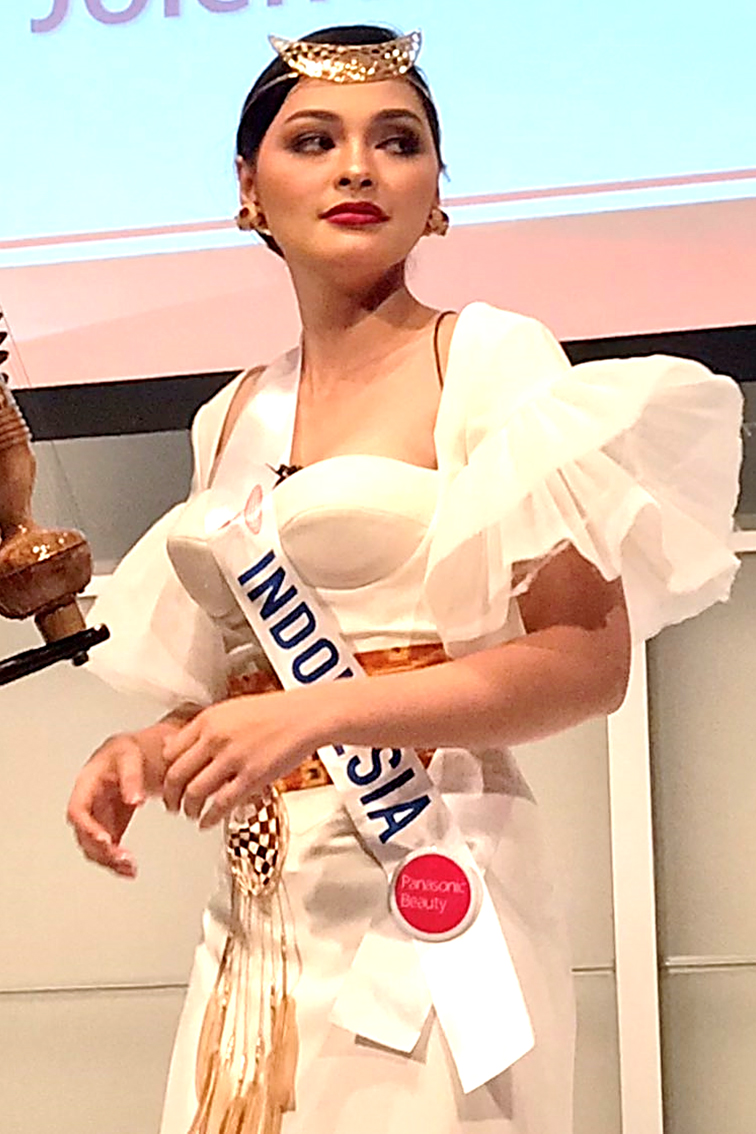
Rotinsulu 2019 bei einer Fund-raising-Veranstaltung für die Sommer-Paralympics 2020 in Tokio

Jolene Marie Cholock-Rotinsulu (* 5. Mai 1996 in Santa Ana (Kalifornien)) ist ein indonesisch-US-amerikanisches Model und Miss-International-Indonesia-Gewinnerin 2019 und Behindertenaktivistin.

## Herkunft und Ausbildung
Rotinsulu wurde 1996 in Santa Ana (Kalifornien) geboren. Ihr Vater Roy Gustaf Rotinsulu war Indonesier, der von den Talaudinseln in Nord-Sulawesi stammte und dem indigenen Volk der Minahasa angehörte, ihre Mutter, Allery Lee Cholock, war US-Amerikanerin und stammte aus Los Angeles (Kalifornien). Die ältere Tochter der Familie, Sirena Elizabeth Cholock-Rotinsulu, hatte 2011 beim Schönheitswettbewerb Miss Celebrity Indonesia den Titel gewonnen. Jolene Marie Rotinsulu studierte Theologie an der Academy of Art University in San Francisco und am Institut Agama der Universitas Negeri Manado in Tondano (Nordsulawesi).

## Teilnahme an Schönheitswettbewerben

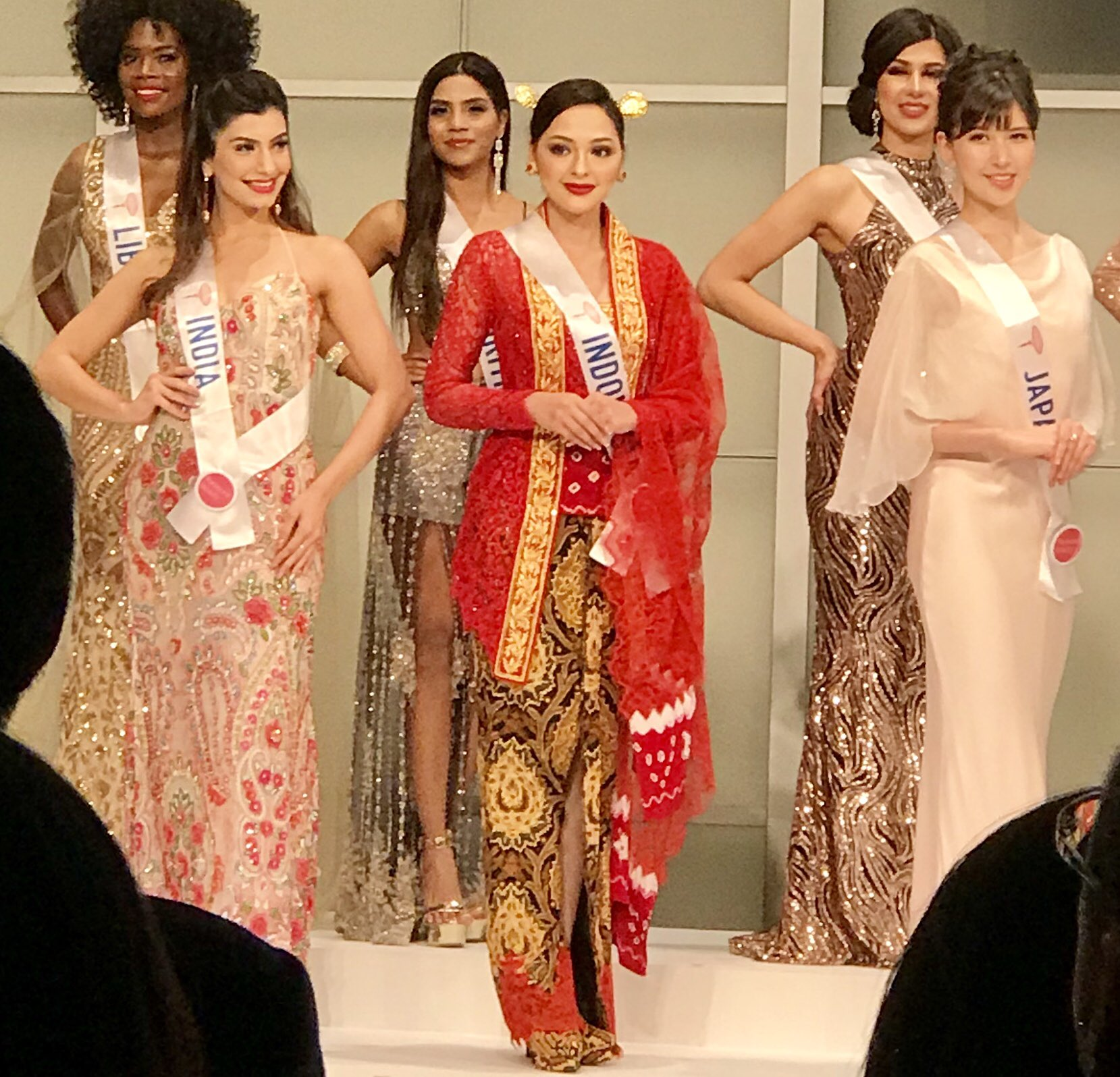
Rotinsulu trägt bei Miss International 2019 eine Kebaya designed von Intan Avantie.

### Miss Celebrity Indonesia 2010
Rotinsulu nahm 2010 mit 14 Jahren erstmals an einem Schönheitswettbewerb teil. Als Vertreterin der Stadt Manado (Sulawesi) gewann sie beim Finale in Jakarta des Fernsehwettbewerbs Miss Celebrity Indonesia 2010 den Titel Miss Photogenic.

### Puteri Indonesia 2019
Rotinsulu gewann 2019 als Vertreterin von Nord-Sulavesi beim nationalen Wettbewerb Puteri Indonesia (Tochter Indonesiens) im Jakarta Convention Center den zweiten Platz. Rotinsulu wurde zur Puteri Indonesia Lingkungan (Umwelt) 2019 gewählt.

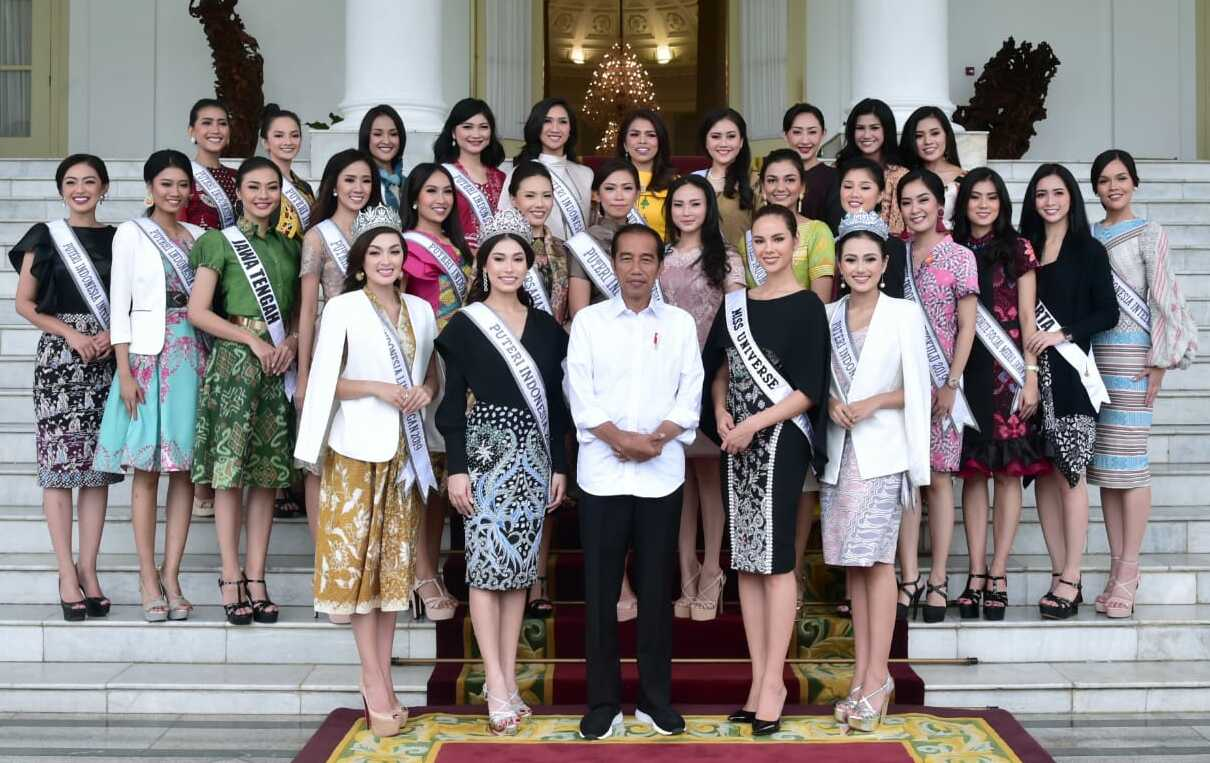
Rotinsulu und andere Teilnehmerinnen von Puteri Indonesia 2019 und die Miss Universe 2018, Catriona Gray bei einem Treffen mit Präsident Joko Widodo 2019.

Während ihrer Amtszeit als Puteri Indonesia Lingkungan (Umwelt) 2019 trat sie als Rednerin auf dem Global Landscapes Forum des UN-Umweltprogramms in New York auf.

### Miss International 2019
2019 vertrat Rotinsulu Indonesien als nationale Gewinnerin beim Miss-International-2019-Wettbewerb in der Tokyo Dome City Hall in Tokio, wo sie den 8. Platz belegte.

## Film und Fernsehen
Sie begann ihre Karriere 2016 als Schauspielerin in dem Film I am Hope, der sich mit der Geschichte von Menschen, die Krebs überlebt haben, auseinandersetzt, und trat in der Folge in einer Reihe von Fernseh- und Kino-Filmen auf.

### Kinofilme
- 2016 I am Hope (Produktion: SinemArt)[18][19]
- 2021 Paradise Garden (Screenplay Films und Wattpad)[20][21][22]
- 2022 Mendua: The World of Married (Disney+ Hotstar und Screenplay Films)[23][24]
- 2022 The Sexy Doctor is Mine (Screenplay Films und Wattpad)[25][26][27]

### Fernsehfilme
- 2010 Para Pencari Tuhan (Season 4) (engl.: God's Seekers (Season 4) (SCTV [Indonesia] und FOX)[28]
- 2012 Mengejar Cinta Olga 5 (Story of Olga) (Chasing the Love of Olga 5 (Story of Olga)) (RCTI)[29]

### Fernsehshows
- 2019–2020 Opera Van Java – Wayang wong (Sitcom) (Trans7)[30]
- 2020–2021 Lapor Pak![31]
- seit 2021 Anak Sekolah (Sitcom)[32]
- seit 2021 Showbiz News(Metro TV)[33]

### Musikvideos
Sie wirkte auch an mehreren Musikvideos als Model und teilweise auch als Chorsängerin und Sängerin mit.
- 2012 Neng Neng Nong Neng (Ku Ingin Terus Lama Pacaran Disini) (engl. I Want To Keep on Dating Here), Gesang: T.R.I.A.D und Ahmad Dhani[36]
- 2013 Selamat Malam Kekasihku (Goodnite My Lover), Gesang: Revo Marty und Jolene Marie Cholock|[37]
- 2022 Dimana Jodohku (Where is My Lover), Gesang: Tata Janeeta[38]
- 2022 Terlalu Percaya Kamu (Trust You Too Much) Gesang: Jolene Marie Cholock[39][40][41]

## Soziales Engagement
Rotinsulu ist als Behindertenaktivistin tätig. Seit 2017 ist Rotinsulu offizielles Mitglied des Asian Paralympic Committee, das die Asian Para Games 2018 vorbereitete. Sie wurde hierfür vom indonesischen Präsidenten Joko Widodo mit dem Orden Satyalancana Kebhaktian Sosial für soziales Engagement ausgezeichnet.
Sie baute einen eigenen Pflegedienst in ihrer Heimatstadt Manado auf, der Ältere und Behinderte mit „1001 wheelchairs“ und anderen Hilfsmitteln in ihrer Mobilität unterstützt. Durch das Projekt „Du’Anyam“ ermöglichte sie älteren Frauen und Männern, ein zusätzliches Einkommen durch den Einsatz traditioneller Webtechniken zu erwirtschaften.
Gemeinsam mit dem indonesischen Erziehungs- und Kulturministerium gründete sie im Grogol-Distrikt Jakartas „Rumah Karya Sahabat Anak Grogol“, eine Schule für die kostenlose Erziehung und Bildung für Straßenkinder. Zusätzlich unterstützt Rotinsulu Kinder in abgelegenen Gebieten der Provinz Papua auf West-Neuguinea durch die „Nisnde Papua Foundation“, die Vorsorgeuntersuchungen, Impfungen und Gesundheitsbildung und -beratung anbietet.

## Auszeichnungen
- 2016 Indonesian Movie Actors Award in der Kategorie Newcomer Actress für den Film I am Hope[18][19]

## Privates
Rotinsulu betreibt in ihrer Freizeit Outdoor-Sport und ist Mitglied der indonesischen Nationalequipe für Dressur-Disziplinen der Internationalen Reitsportverband (FEI).